# Вотлани (Цівільський район)
Вотла́ни (рос. Вотланы, чув. Вутлан) — присілок у складі Цівільського району Чувашії, Росія. Входить до складу Медікасинського сільського поселення.
Населення — 75 осіб (2010; 87 у 2002).
Національний склад:
- чуваші — 90 %